# Bruno Gissoni
Bruno Sang Gissoni (Río de Janeiro, 9 de diciembre de 1986) es un actor brasileño. 

## Biografía
Bruno Sang Gissoni, nació en Río de Janeiro, Brasil. Es hijo de la productora Ana Paula Simas, e hijastro de Beto Simas.,  Es también hermano del actor Rodrigo Simas, con quién actuó en Capitães de Areia y Os Melhores anos de nossas vidas, y también de Felipe Simas. El actor es nieto de Vera Gissoni.
Entre las actuaciones más importantes que ha realizado, están, como Pedro López en Malhação, Irán Barbosa en Avenida Brasil y Juliano Pereira en Flor del Caribe. 

## Vida privada
Fue novio de la actriz Maria Pinna. Desde 2013, se encuentra en una relación con la actriz y modelo Yanna Lavigne.

## Filmografía

### Televisión
| Año       | Título              | Personaje                          |
| --------- | ------------------- | ---------------------------------- |
| 2007      | Alta Estação        | Amigo de Drica                     |
| 2010-2011 | Malhação            | Pedro López                        |
| 2012      | Avenida Brasil      | Iran Barbosa                       |
| 2013      | Flor del Caribe     | Juliano Pereira                    |
| 2014      | La sombra de Helena | André Machado                      |
| 2015      | Mujeres ambiciosas  | Carlos Augusto Souza Rangel (Guto) |
| 2019      | Dulce Ambición      | William, Fernando (hacker)         |

### Teatro
| Año  | Título                           |
| ---- | -------------------------------- |
| 2009 | Capitães de Areia                |
| 2009 | Os Melhores anos de nossas vidas |
| 2012 | Romeu na Roda                    |
| 2014 | A História dos Amantes           |
| 2015 | Dzi Croquettes em Bandália       |

## Premios y nominaciones
| Año  | Premio                | Categoría             | Telenovela             | Resultado | Referencia |
| ---- | --------------------- | --------------------- | ---------------------- | --------- | ---------- |
| 2011 | Prêmio Contigo! de TV | Mejor actor de novela | Pedro en Malhação      | Nominado  | [ 7 ]      |
| 2012 | Prêmio Extra de TV    | Actor revelación      | Irán en Avenida Brasil | Nominado  | [ 8 ]      |
| 2012 | Capricho Awards       | Mejor actor nacional  | Irán en Avenida Brasil | Nominado  |            |